# Ekaterina Guliyev
Ekaterina Ivanovna Guliyev, nata Zav'jalova e in precedenza nota come Poistogova (in russo Екатерина Ивановна Завьялова-Поистогова?; Arzamas, 1º marzo 1991), è una mezzofondista russa naturalizzata turca, specializzata negli 800 metri piani.

## Palmarès
| Anno                            | Manifestazione          | Sede      | Evento      | Risultato  | Prestazione | Note                                     |
| ------------------------------- | ----------------------- | --------- | ----------- | ---------- | ----------- | ---------------------------------------- |
| In rappresentanza della Russia  |                         |           |             |            |             |                                          |
| 2008                            | Mondiali U20            | Bydgoszcz | 800 m piani | Semifinale | 2'10"17     |                                          |
| 2009                            | Europei U20             | Novi Sad  | 800 m piani | Bronzo     | 2'04"59     |                                          |
| 2010                            | Mondiali U20            | Moncton   | 800 m piani | 8ª         | 2'05"56     |                                          |
| 2012                            | Giochi olimpici         | Londra    | 800 m piani | Argento    | 1'57"53     |                                          |
| 2013                            | Mondiali                | Mosca     | 800 m piani | 4ª         | 1'58"05     | Miglior prestazione personale stagionale |
| 2014                            | Europei                 | Zurigo    | 800 m piani | 4ª         | 1'59"69     |                                          |
| 2015                            | Europei indoor          | Praga     | 800 m piani | dq         | 2'01"99     | [ 1 ]                                    |
| In rappresentanza della Turchia |                         |           |             |            |             |                                          |
| 2022                            | Giochi del Mediterraneo | Orano     | 800 m piani | Oro        | 2'01"08     | Miglior prestazione personale stagionale |
| 2022                            | Giochi del Mediterraneo | Orano     | 4×400 m     | Bronzo     | 3'34"13     |                                          |
| 2022                            | Europei                 | Monaco    | 800 m piani | Semifinale | 2'01"32     |                                          |